# U.S. Route 30
De U.S. Route 30 is een U.S. Route en een belangrijke oost-west kust-tot-kustverbinding van het U.S. Route-netwerk, met een lengte van 4.946 km. De weg loopt van Astoria in Oregon naar Atlantic City in New Jersey. Het westelijke eindpunt van de weg is de kruising met U.S. Route 101, op ongeveer acht kilometer van de kust van de Grote Oceaan, het oostelijke eindpunt is in de kuststad Atlantic City op anderhalve kilometer van het strand bij de Atlantische Oceaan.
De highway volgt voor het grootste deel de route van de oudste kust-tot-kustroute tussen New York en San Francisco, de in 1913 aangelegde Lincoln Highway. In vele staten is de U.S. Route nog onder die naam gekend.
De highway is ontsnapt aan degradatie (een lot dat onder meer U.S. Route 66) onderging) hoewel ook langs US 30 grote gedeeltes parallel lopen of samenvallen met Interstate Highways.
1 ·
2 ·
3 ·
4 ·
5 ·
6 ·
7 ·
8 ·
9 ·
10 ·
11 ·
12 ·
13 ·
14 ·
15 ·
16 ·
17 ·
18 ·
19 ·
20 ·
21 ·
22 ·
23 ·
24 ·
25 ·
26 ·
27 ·
28 ·
29 ·
30 ·
31 ·
32 ·
33 ·
34 ·
35 ·
36 ·
37 ·
38 ·
39 ·
40 ·
41 ·
42 ·
43 ·
44 ·
45 ·
46 ·
48 ·
49 ·
50 ·
51 ·
52 ·
53 ·
54 ·
55 ·
56 ·
57 ·
58 ·
59 ·
60 ·
61 ·
62 ·
63 ·
64 ·
65 ·
66 ·
67 ·
68 ·
69 ·
70 ·
71 ·
72 ·
73 ·
74 ·
75 ·
76 ·
77 ·
78 ·
79 ·
80 ·
81 ·
82 ·
83 ·
84 ·
85 ·
87 ·
89 ·
90 ·
91 ·
92 ·
93 ·
94 ·
95 ·
96 ·
97 ·
98 ·
99 ·
101 ·
131 ·
163 ·
199 ·
340 ·
400 ·
412 ·
425